# Сейбуз
Сейбуз (араб. وادي سيبوس‎) — река, протекающая в северо-восточной части Алжира недалеко от границы с Тунисом. Во времена Римской империи носила название Убус.
Река берёт своё начало в горах Телль-Атлас недалеко у городка Меджез-Амар и, протекая 225 км в северном направлении по алжирским вилайетам Гельма и Аннаба, впадает в Средиземное море около города Аннаба.
В бассейне реки находятся горячие источники Хаммам-Мескутин.